# Glomeris transalpina
Glomeris transalpina är en mångfotingart som beskrevs av Carl Ludwig Koch 1836. Glomeris transalpina ingår i släktet Glomeris och familjen klotdubbelfotingar.

## Underarter
Arten delas in i följande underarter:
- G. t. didierensis
- G. t. spinalemontis
- G. t. varallensis